# Spálený luh
Spálený luh je přírodní památka ev. č. 926 zhruba 2 až 3,5 km jihozápadně od obce Stožec v okrese Prachatice. Oblast spravuje Správa NP a CHKO Šumava. Důvodem ochrany je horské rašeliniště v údolí Studené Vltavy s dochovanou zonací rašeliništní vegetace.